# Благовещенская церковь (Рига)
Церковь Благовещения Пресвятой Богородицы (латыш. Vissvētās Dievmātes Pasludināšanas baznīca) — деревянный православный храм в городе Риге (Латвия). Расположен в Московском форштадте, на перекрёстке улиц Эмилии Беньямин и Вилхелмса Пурвитиса, на месте ранее сгоревшей в пожаре 1812 года Рижско-Рынской православной церкви.

## История
До пожара рижский предместий 1812 года в начале Московского форштадта на территории, прилегавшей к Русскому рынку, имелась Рижско-Рынская церковь.
Она была заново отстроена в 1814—1818 году по проекту прибалтийско-немецкого зодчего Теодора-Готфрида Шульца, в форме ковчега. Сама церковь разделена на три придела (нефа), в каждом из которых находится по алтарю. Центральный алтарь посвящён Благовещению Пресвятой Богородицы, в правом нефе располагается алтарь святого Николая Чудотворца, а в левой части храма находится алтарь, посвящённый святому Сергию Радонежскому. Сама церковь первоначально получила название по своему центральному приделу, как это предполагает сложившаяся традиция — церковь святого Николая, который испокон веков является покровителем торговых людей (церковь воздвигалась на территории Московского предместья, в самом его начале, была основана на средства, которые выделялись русскими купеческими фамилиями, проживавшими на территории предместья). Затем церковь была переименована, так как в народной среде чаще употреблялось название всей церкви по левому приделу — в середине XIX века она получила своё современное официальное название (см. схожую ситуацию с храмом Василия Блаженного в Москве).

## Архитектура
Над средним приделом храма размещается купол, который акцентируется и поддерживается восемью колоннами, выполненными в тосканском ордере. Вокруг центрального купола расположены четыре дополнительных купола меньшего размера. Над главным порталом расположена трёхъярусная восьмигранная башня. Объёмная композиция церковного здания относит его к стилю барокко, отделка церкви имитирует каменные формы. В отделке можно наблюдать ряд элементов, которые позволяют отнести эту церковь к образцу стиля классицизма. В частности, фронтоны, рустовка и пилястры большого ордера выполнены в этом стиле. В церкви находится иконостас, датированный 1859 годом (старейший в Риге иконостас в православных церквях), а также редкие иконы и старинные церковные книги.

## Известные прихожане Благовещенского храма
- На реставрацию храма выделяли средства русские купцы, в частности, семья К. И. Мухина, деда скульптора Веры Мухиной. Дом Мухиных, потомственным занятием которых была торговля пенькой и изделиями из неё, располагается по адресу улица Вилхелмса Пурвитиса 23, то есть в непосредственной близости от церкви Благовещения. Саму Веру Игнатьевну крестили именно в этой церкви.
- Благовещенскую церковь посещали также известные литераторы русской эмиграции Георгий Иванов и рижанка Ирина Одоевцева (Ираида Густавовна Гейнике), его жена, квартира которых располагалась поблизости, на улице Гоголя (ныне Эмилии Беньямин), 4/6, в доходном доме, принадлежавшем отцу Ираиды Густавовны, адвокату Густаву Гейнике.
- В 1932 году в этом храме князь Джузеппе Томази ди Лампедуза обвенчался с Александрой Борисовной фон Вольф (Александра Борисовна Вольф фон Штомерзее, 1894—1982), уроженкой Санкт Петербурга. В Латвии Александре Борисовне фон Вольф принадлежало родовое поместье Стамериена, куда приезжал и её муж, в 1927 и 1931 годах. По свидетельству латвийского кинодокументалиста Г. Пиесиса, в церковной книге Лампедуза записан как Иосиф Юльевич[2].